# Oddział partyzancki Edwarda Mazurczaka
Oddział partyzancki Edwarda Mazurczaka ps. „Żuk”, „Żubr”, „Dziadek”. – oddział partyzantki antykomunistycznej działający w latach 1944-1946. Stoczył zwycięską bitwę z UB i KBW w Mołomotkach. Większość żołnierzy oddziału zginęła w masakrze w Starej Wsi gmina Mordy koło Siedlec.

## Historia
Utworzony na pod koniec 1944 roku na terenie Ośrodka 2 Obwodu Sokołów Podlaski Armii Krajowej. Dowódcą przez cały okres jego funkcjonowania był Edward Mazurczak.  Żołnierze oddziału pochodzili głównie z powiatu Sokołów Podlaski. Po zdobyciu przez Armię Czerwoną terenu powiatu Sokołowskiego na początku sierpnia 1944 i rozbiciu istniejących struktur AK poprzez mordy, więzienia i zsyłki, nastąpiła mozolna odbudowa struktur. Często odbywało się to poprzez włączanie żołnierzy NSZ. W przypadku Ośrodka 2 sięgnięto po członków organizacji "Miecz i Pług."
Oddział w kwietniu 1945 liczył około 50 osób wspieranych przez około 200 członków POAK na terenie obwodu.
Do końca marca 1945 zastępcą dowódcy był zamordowany przez UB Henryk Kalinowski "Lew." Następnie zastępcą został Zdzisław (Zygmunt) Kamiński "Tur."
13 kwietnia 1945 Oddział stoczył zwycięską bitwę pod Mołomotkami zabijając 17 funkcjonariuszy komunistycznych przy zerowych stratach własnych oraz uwalniając więźniów. Było to największe starcie zbrojne na terenie powiatu Sokołowskiego na wiosnę 1945 roku. W trakcie akcji uwolniono współpracownika Edwarda Mazurczaka Józefa Małczuka "Brzaska," który przez pewien czas działał w oddziale.

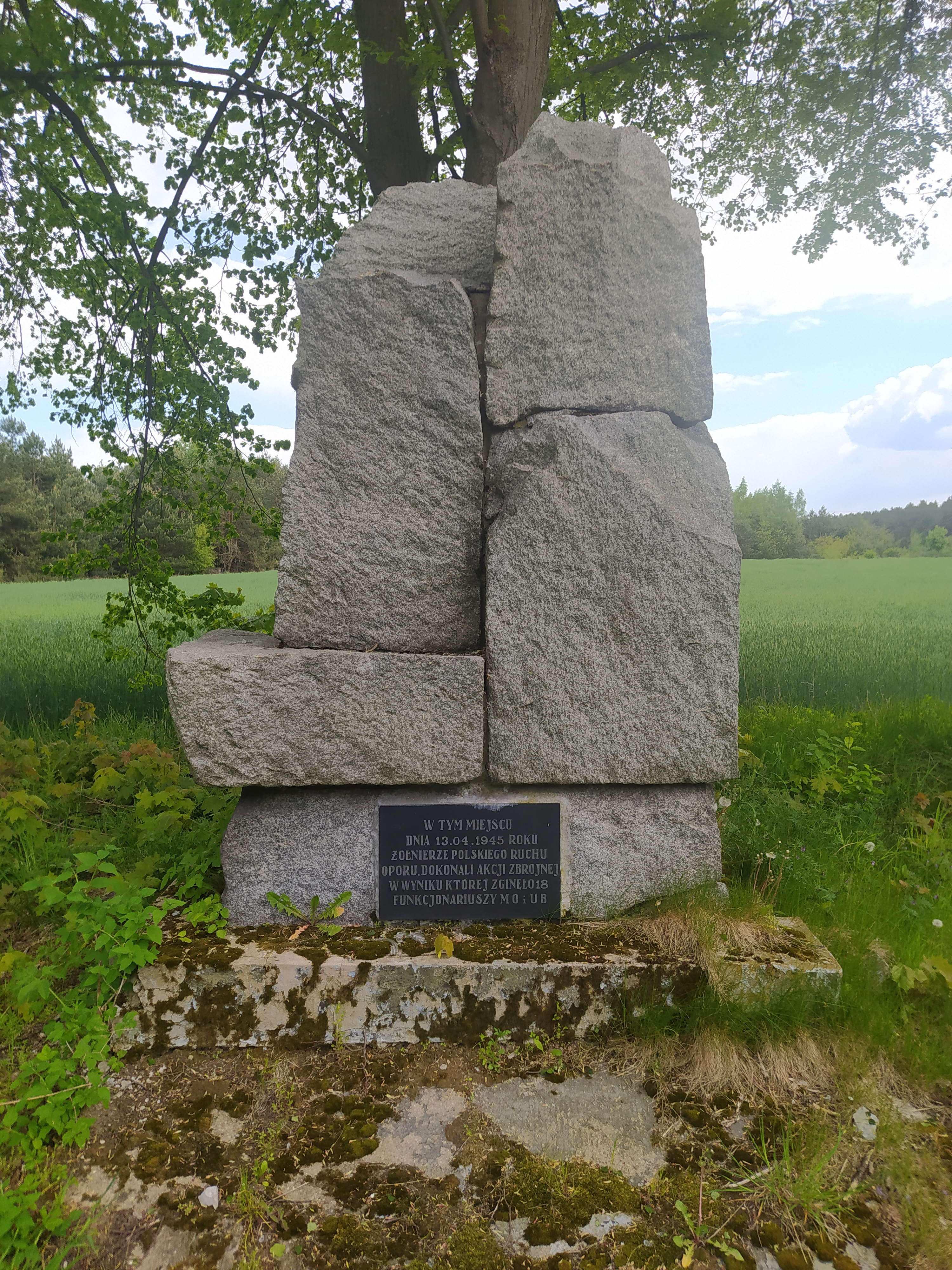
Pomnik w miejscu bitwy pod Mołomotkami

W czerwcu 1945 Oddział rozbroił 2 i 3 kompanię 1 Samodzielnego Baonu Szkolnego 1 dywizji LWP.
Oddział "Dziadka" był jedynym oddziałem Obwodu który nie ujawnił się latem 1945 i kontynuował działalność.
Oddział nie wszedł w struktury WIN, ale przeszedł pod kierownictwo NSZ zachowując jednak pewną niezależność.
Zerwanie ze strukturami poakowskimi było jednym z powodów oskarżania oddziału o demoralizację.

## Rozbicie oddziału - masakra w Starej Wsi
Oddział w kwietniu 1946 liczył 35-40 osób, z czego 27 osób brało udział w przemieszczaniu się na teren lasów nadbużańskich. Edward Mazurczak w tym czasie współdowodził oddziałem wraz ze Zdzisławem Kamińskim "Turem." W czasie ataku dowódcy oddziału byli nieobecni, gdyż wraz z 5 żołnierzami udali się na zebranie dowódców WIN i NSZ.
Oddział został otoczony w nocy z 9 na 10 kwietnia 1946 na postoju w Starej Wsi (gmina Mordy koło Siedlec) przez przeważające siły MO i KBW dowodzone przez kpt. Mikołaja Melucha. Ze względu na zaskoczenie i przewagę liczebną przeciwnika, partyzanci postanowili się poddać. Wychodzący bez broni zostali zamordowani przez milicjantów. Zidentyfikowano zabitych partyzantów:
+Por. Ludwik Buraczyński „Żbik” z Mińska Mazowieckiego
+ Józef Bajor ze Skrzeszewa
+Franciszek „Kora” z Wileńszczyzny
+Gąsowski „Szron”
+Stanisław Głogowski „Cygan” ze Skrzeszewa
+Kazimierz Gryć „Pająk” z Grabowca
+Marian Kruk „Czarny”
+Józef Małko ze Skrzeszewa
+Kazimierz Małko ze Skrzeszewa
+Wacław Mieszkowski „Śmiały” z Patrykoz
+Karol Nasiłowski „Śmiały” z Bielan
+Franciszek Rymuza z Bielan
+Stanisław Rosłon „Wilk”
+Jan Witkowski „Lis” z Patrykoz
+Aleksander Zbiejczuk „Łysy” ze Skrzeszewa
+NN „Kusy”.
Za pomoc zostali także zamordowani przez funkcjonariuszy komunistycznych członkowie rodziny, którzy udostępnili swój dom oddziałowi:
+Róża Wierzbicka z d. Skolimowska
+Józef Wierzbicki
+Edward Wierzbicki - syn. Dwaj ostatni zostali zabici osobiście przez Mikołaja Melucha strzałem w tył głowy, po tym jak zostali zmuszeni do klęczenia.
Znane są nazwiska niektórych pozostałych morderców z MO:
Michał Woźniak, Czesław Książek, Marian Makuch, Stanisław Strzałkowski, Bogusław Ziętek, Zygmunt Żurawicz.
Dwóch żołnierzy oddziału, Czesław Kosmala "Baciar" i Franciszek Korniluk "Księżyc," umknęło obławie.
Dwóch innych, Stanisława Łeczyckiego "Gałązkę" i Zdzisława Łagodzińskiego "Longinusa," pojmano i po brutalnym śledztwie postawiono przed sądem.
Definitywny koniec oddziału nastąpił wraz ze śmiercią jego dowódcy Edwarda Mazurczaka wraz z dwoma podkomendnymi w zasadzce UB pod Jadowem 10 listopada 1946.
18 listopada 2018 roku został poświęcony pomnik zamordowanych partyzantów i cywili w Starej Wsi w miejscu prowizorycznego pochówku po zbrodni.